# Atrophaneura aristolochiae
Pachliopta aristolochiae là một loài bướm ngày thuộc họ Bướm phượng. Loài này phân bố rộng rãi ở châu Á. Afghanistan, Pakistan, Ấn Độ (Bao gồm quần đảo Andaman), Nepal, Sri Lanka, Myanma, Thái Lan, Nhật Bản (chỉ phía tây nam Okinawa), Lào, Việt Nam, Campuchia, quần đảo Nicobar, bán đảo và phía đông Malaysia, Brunei, Philippines (Palawan và Leyte), Indonesia, Đài Loan.
Tại Trung Quốc, nó phân bố ở miền nam và miền đông Trung Quốc (bao gồm cả Hải Nam, Quảng Đông, và Hồng Kông. Tại Indonesia, nó phân bố ở Sumatra, Nias, Enggano, Bangka, Java, Bali, Kangean, Lombok, Sumbawa, Sumba, Flores, Tanahjampea, Kalimantan.

## Cây chủ
Loài này đẻ trứng trên các loài cây có độc thuộc họ Mộc hương nam (Aristolochiaceae). Điều này giúp chúng tránh bị các loài săn mồi tấn công. Ấu trùng và bướm tích tụ chất độc trong cơ thể. Màu sắc cảnh báo (đỏ và hồng) thể hiện tính chất này.

## Hình ảnh

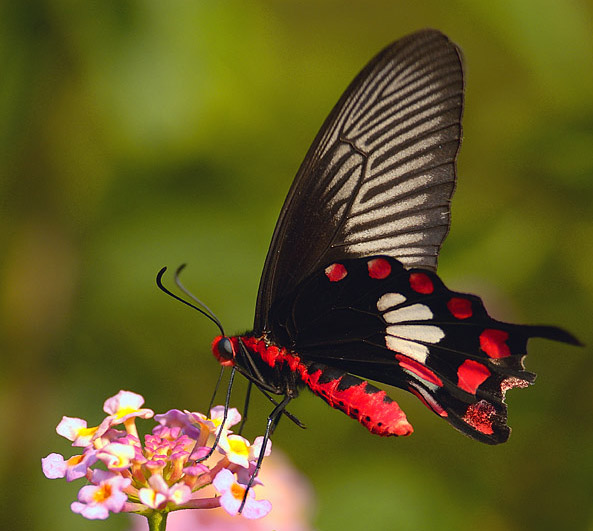
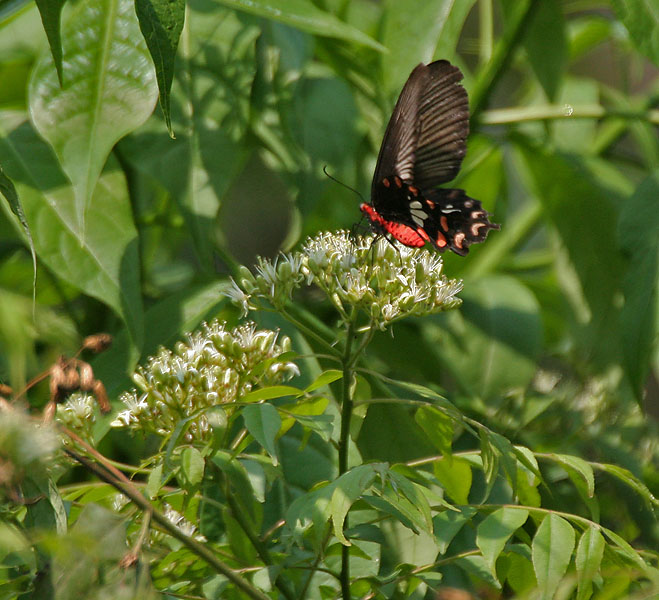
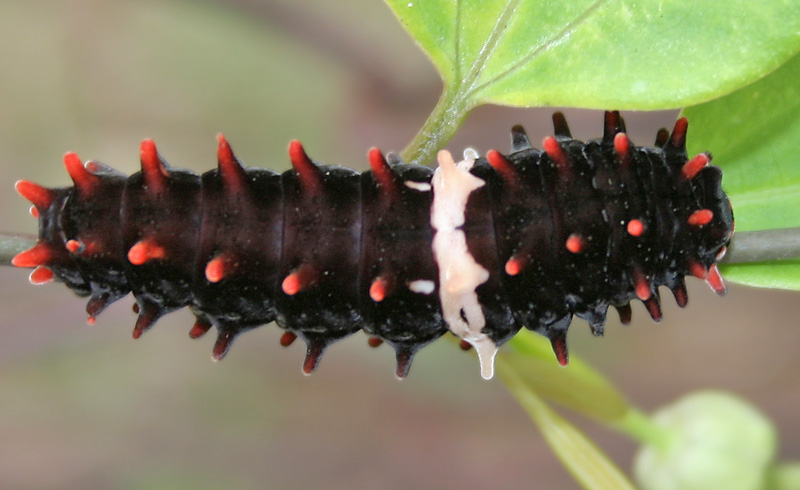
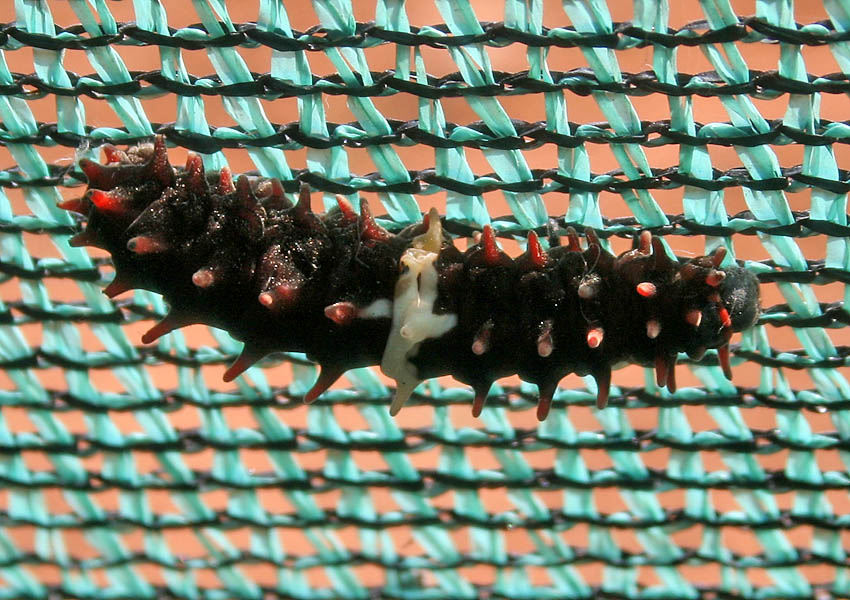
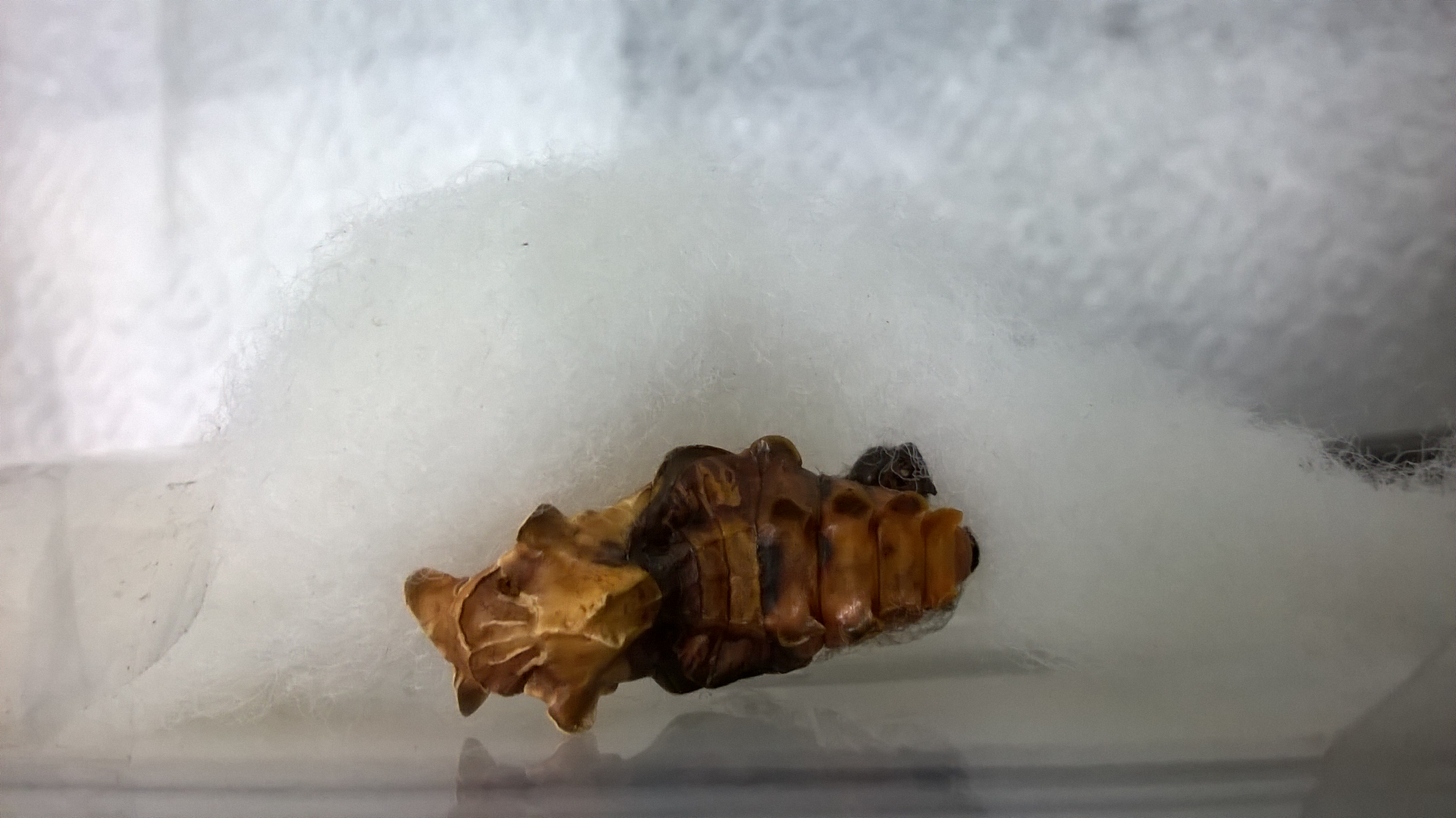
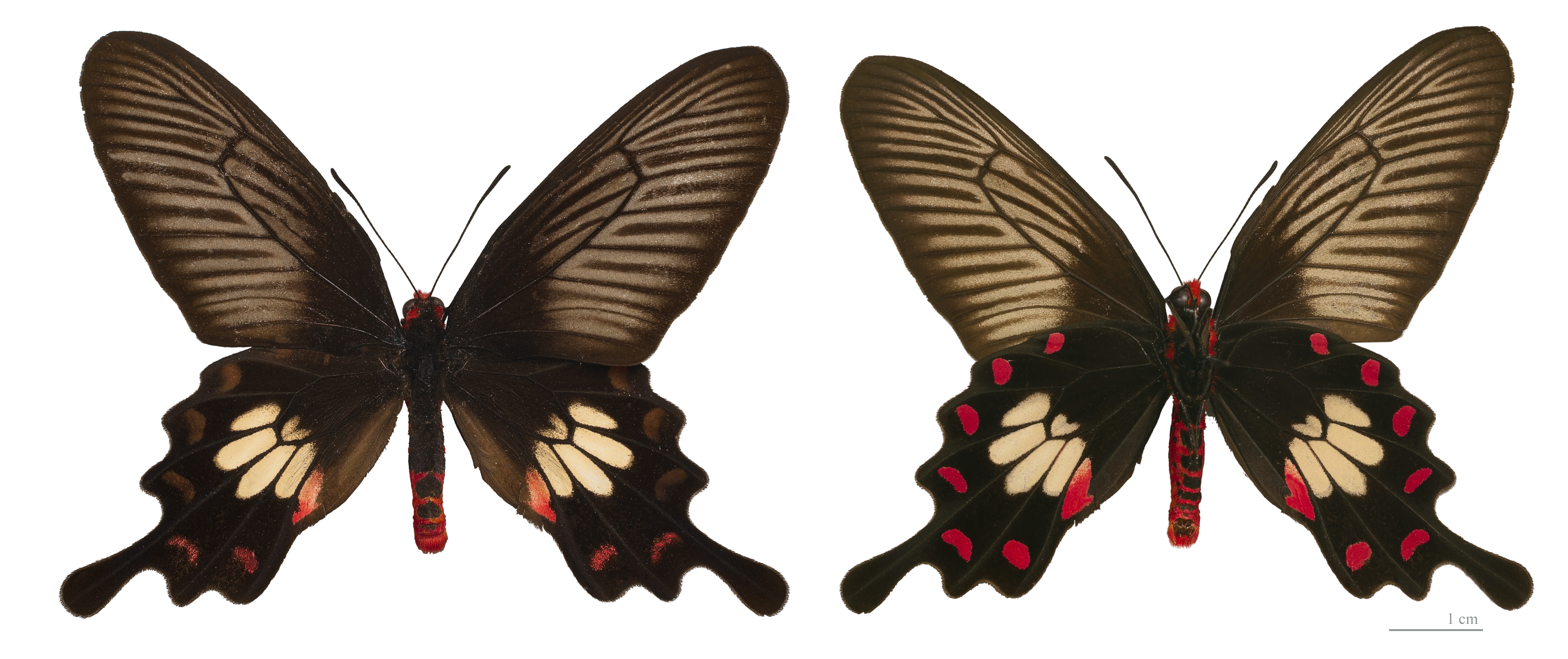